# Ambroise Oyongo
Ambroise Oyongo Bitolo (Ndikiniméki, 22 de junio de 1991) es un futbolista camerunés que juega como defensa en el Paris 13 Atletico del Championnat National.

## Trayectoria
Ambroise Oyongo comenzó su carrera con Moussango FC de Yaundé en 2008. Su juego con Moussango atrajo el interés de la parte superior del Cotonsport Garoua con el cual firmó Oyongo en julio de 2010. Rápidamente Oyongo conquistó el título de Liga en su primer año con el Coton Sport. En 2011 ayudó al club a la doble de la liga y la copa. En 2013 ganó otro título de liga y ayudó a dirigir el Coton Sport a las semifinales de la Liga de Campeones de la CAF 2013.
Durante la temporada de 2013, Oyongo se informó que Oyongo se uniría al LOSC Lille de la Ligue 1 durante la ventana de transferencia de enero de 2014. Sin embargo el movimiento nunca se materializó y en enero de 2014 Oyongo se fue al New York Red Bulls. Oyongo impresionó y el 7 de marzo de 2014 se firmó oficialmente con el club neoyorquino. En su primera temporada con Nueva York el versátil Oyongo fue un jugador clave para el club durante la segunda mitad de la temporada mientras se inicia en tanto dejaron atrás y en el centro del campo para ayudar a su equipo clasificarse para los playoffs de la liga. El 30 de octubre de 2014 Oyongo asistido por Bradley Wright-Phillips anotó el gol de la victoria en el último minuto del partido y así ayudar a la derrota de Nueva York Sporting Kansas City y avanzar a las Semifinales de la conferencia Este. El 27 de enero de 2015 fue traspasado al Montreal Impact.

## Selección nacional
Oyongo hizo su debut para Camerún el 20 de enero de 2015 en un partido ante Malí por la Copa Africana de Naciones 2015 disputado en el Estadio de Malabo de la capital ecuatoguineana. El partido finalizó con empate 1-1.

### Partidos
Ha disputado un total de 51 partidos con la selección camerunesa y ha marcado dos goles.
| Partidos | Partidos  | Partidos  | Partidos            | Partidos                 | Partidos                       | Partidos | Partidos                | Partidos     | Partidos |
| N.º      | Rival     | Resultado | Fecha               | Lugar                    | Competencia                    | Goles    | Cambio                  | DT           |          |
| -------- | --------- | --------- | ------------------- | ------------------------ | ------------------------------ | -------- | ----------------------- | ------------ | -------- |
| 1        | Malí      | 1:1 (0:0) | 20 de enero de 2015 | Malabo Guinea Ecuatorial | Copa Africana de Naciones 2015 | 84'      | -                       | Volker Finke |          |
| 2        | Guinea    | 1:1 (1:1) | 24 de enero de 2015 | Malabo Guinea Ecuatorial | Copa Africana de Naciones 2015 | -        | 62' por Jérôme Guihoata | Volker Finke |          |
| 3        | Indonesia | 0:1 (0:1) | 25 de marzo de 2015 | Sidoarjo Indonesia       | Amistoso                       | -        | 79' por Jérôme Guihoata | Volker Finke |          |
| 4        | Tailandia | 2:3 (2:1) | 30 de marzo de 2015 | Nonthaburi Tailandia     | Amistoso                       | -        | 46' por Jérôme Guihoata | Volker Finke |          |

### Goles con la selección absoluta
| Gol | Fecha               | Sede                                               | Oponente                        | Marcador | Resultado | Competencia                    |
| --- | ------------------- | -------------------------------------------------- | ------------------------------- | -------- | --------- | ------------------------------ |
| 1.  | 20 de enero de 2015 | Nuevo Estadio de Malabo, Malabo, Guinea Ecuatorial | Malí                            | 1 - 1    | 1 – 1     | Copa Africana de Naciones 2015 |
| 2.  | 5 de enero de 2017  | Estadio Ahmadou Ahidjo, Yaundé, Camerún            | República Democrática del Congo | 1 - 0    | 2 - 0     | Amistoso                       |

## Clubes
| Club                        | País           | Año       |
| --------------------------- | -------------- | --------- |
| Cotonsport Garoua           | Camerún        | 2010-2015 |
| New York Red Bulls (cedido) | Estados Unidos | 2014      |
| Montreal Impact             | Canadá         | 2015-2017 |
| Montpellier H. S. C.        | Francia        | 2018-2022 |
| F. C. Krasnodar (préstamo)  | Rusia          | 2021      |
| Paris 13 Atletico           | Francia        | 2024-     |